# Ификлиды
Ификлиды (лат. Iphiclides)— род дневных бабочек семейства парусников (Papilionidae).

## Описание
Основной цветовой фон крыльев светло-жёлтый, передняя пара с чёрным рисунком из 6—7 вертикальных клиновидных полос, задняя — с черно-голубым окаймлением. Задние крылья с хвостиками длиной до 15 мм, у их основания — по глазчатому пятну.

## Ареал
Южная и Центральная Европа, Кавказ и Закавказье, Турция, Ближний и Средний Восток, умеренный пояс Азии на восток до Западного Китая, Северная Африка, Китай.

## Местообитания
Тёплые участки с кустарниковой растительностью. Летает по лесным опушкам, полянам, редколесьям, закустаренным склонам оврагов и предгорий. В горах поднимаются до высоты 1500 м над уровнем моря.

## Кормовые растения гусениц
Гусеница питается на растениях семейства розоцветных: терн, слива, боярышник, яблоня, рябина, черёмуха, персик, миндаль.

## Виды
Род включает в себя виды:
- Iphiclides podalirius (Scopoli, 1763) — Подалирий  — Европа, Малая Азия, Северная Африка.
- Iphiclides podalirinus (Oberthür, 1890) — Китай.
- Iphiclides feisthamelii (Duponchel, 1832) — Северная Африка, Пиренеи, Пиренейский полуостров.